# Aleksandr Zacharczenko
Aleksandr Władimirowicz Zacharczenko (ros. Александр Владимирович Захарченко, ukr. Олександр Володимирович Захарченко, ur. 26 czerwca 1976 w Doniecku, zm. 31 sierpnia 2018 tamże) – jeden z samozwańczych przywódców nieuznawanej Donieckiej Republiki Ludowej.
7 sierpnia 2014 r. zastąpił Aleksandra Borodaja jako lider samozwańczej Donieckiej Republiki Ludowej, wspierając w tej funkcji działania podważające integralność terytorialną, suwerenność i niezależność Ukrainy.
Zginął w zamachu bombowym 31 sierpnia 2018.
Przypisywał sobie stopień wojskowy majora.

## Odznaczenia
- Order św. Mikołaja Cudotwórcy I Stopnia
- Order św. Mikołaja Cudotwórcy II Stopnia
- Krzyż Świętego Jerzego DRL (dwukrotnie)